# Dendrologie

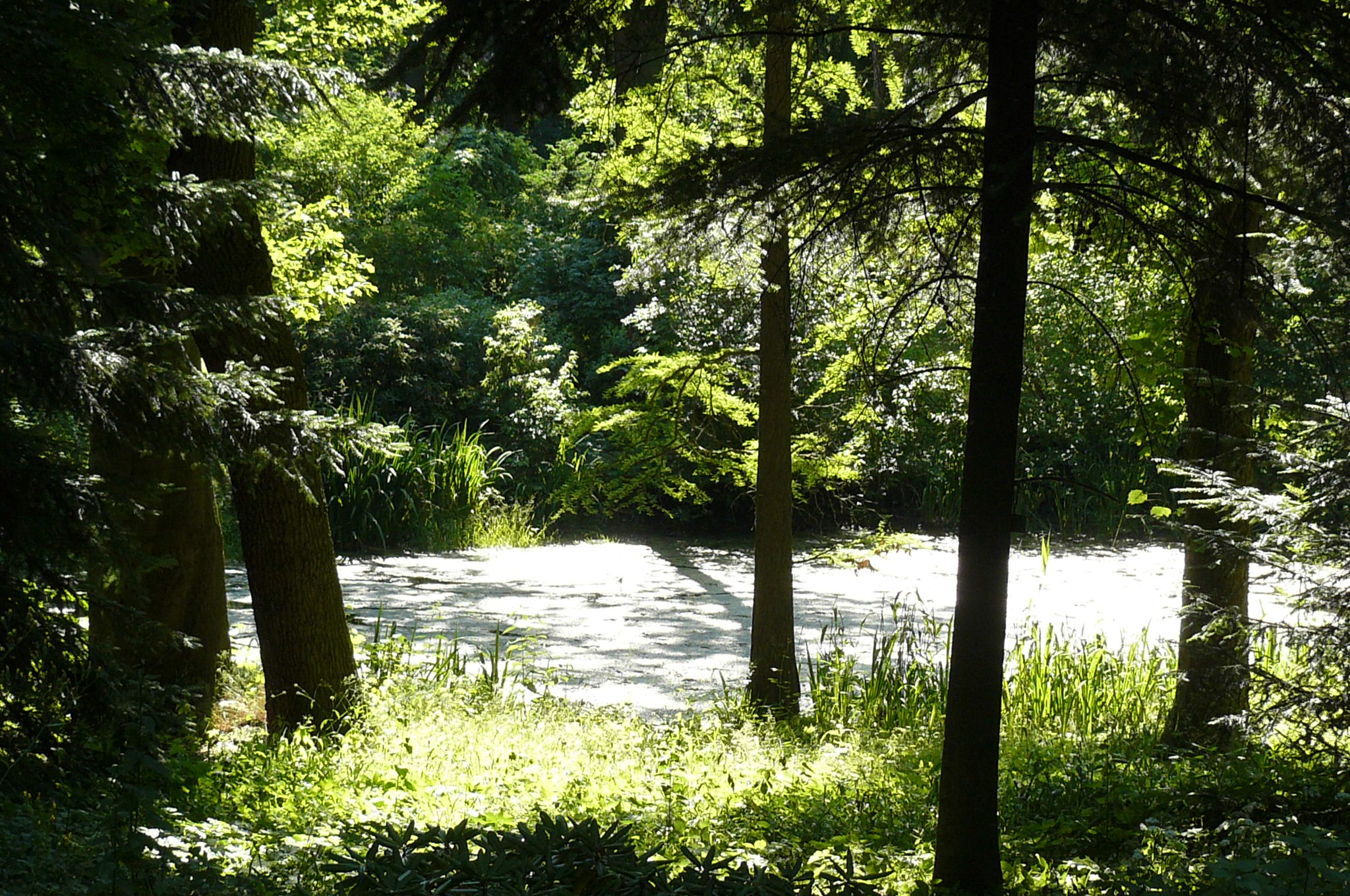
Parcul dendrologic din Poznan

Dendrologie (din greacă δένδρον, dendron = arbore + -λογία, -logia = știință) se numește acea parte a botanicii care se ocupă cu studiul plantelor lemnoase, respectiv arborii și arbuștii, din punct de vedere al caracteristicilor morfologice, arealului de răspândire, cerințelor față de mediu.